# Юркі Вайнонен
Юркі Вайнонен (фін. Jyrki Vainonen, нар. 1 лютого 1963 у Аньяланкоскі) — фінський прозаїк та перекладач.
Вивчав порівняльне літературознавство в університеті Тампере, де у 1995 здобув ступінь магістра. Викладає творче письмо. Мешкає в Тампере.
Почав писати ще студентом. Наприкінці 1995 року було видано його переклад віршів Шеймаса Гіні. Коли наступного року Гіні отримав Нобелівську премію з літератури, переклад Вайнонена став бестселером у Фінляндії.
Як письменник у літературний процес увійшов 1999 року з виходом його першої збірки новел «Мандрівник-дослідник та інші оповідки». Цю книгу було нагороджено премією газети «Гельсинґін Саномат». Пише романи, радіоп'єси, есеї, новели. Його твори є сюрреалістичними, з містичними сюжетами. Крім того відомий також як перекладач творів Свіфта, Єйтса й Шекспіра. Серед інших творів автора «Mykkä jumala» («Німий бог», 2003); «Perintö» («Спадщина», 2005); «Tornit» («Вежі», 2009) та інші.
2015—2018 рр. Юркі Вайнонен був головою Спілки письменників Фінляндії.
Українською мовою вийшли дві книжки Вайнонена: «13 новел» (2016) і «Німий бог» (2018), обидві в перекладі Юрія Зуба.

## Творчість
Романи
- Mykkä jumala («Німий бог»). Loki-Kirjat, 2003. ISBN 978-951-8-25012-1.
- Perintö («Спадщина»). Loki-Kirjat, 2005. ISBN 978-951-8-25028-2.
- Tornit («Вежі»). Tammi, 2009. ISBN 978-951-31-5027-3.
- Swiftin ovella «(Біля Свіфтових дверей»). Tammi, 2011. ISBN 978-951-31-6274-0.

Збірки новел
- Tutkimusmatkailija ja muita tarinoita («Мандрівник-дослідник та інші оповідки»). Loki-Kirjat, 1999. ISBN 978-952-9-64682-1.
- Luutarha («Сад кісток»). Loki-Kirjat, 2001. ISBN 978-952-9-64619-7.
- Lasin läpi («Крізь скло»). Loki-Kirjat, 2007. ISBN 978-951-8-25050-3.

Збірки есеїв
- Linnunpöntönrakentaja («Майструвач шпаківні»). Atena, 2012. ISBN 978-951-796-854-6.
- Askelia: kirjoituksia kävelemisestä («Кроки: історії про ходіння»). Basam Books, 2014. ISBN 978-951-796-854-6.
- Naulankantakeitto ja muuta juustohöylättyä hengenravintoa. Satiirinen keittokirja. Atena, 2016. ISBN 978-952-300-189-3.